# Nicolaas Baur

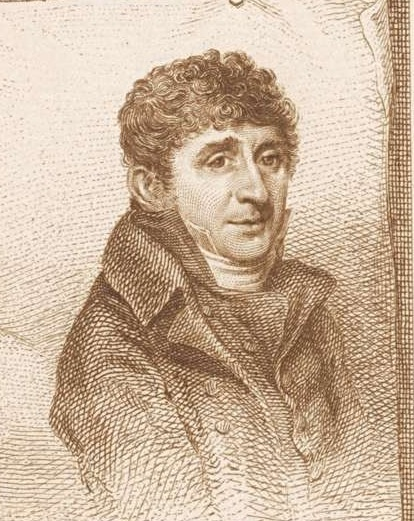
Nicolaas Baur

Nicolaas Baur (Harlingen, 12 september 1767 - aldaar, 28 maart 1820) was een Nederlands (Fries) kunstschilder, vooral bekend om zijn marinewerken.

## Leven en werk
Baur was een zoon van de Harlingse kunsthandelaar en portretschilder Henricus Antonius Baur (1736-1817). Hij leerde het vak van zijn vader, maar koos uiteindelijk niet voor de portretteerkunst. Aanvankelijk werkte hij als behangschilder en bracht hij decoraties aan in onder meer het Stadhuis van Harlingen. Toen de vraag naar decoratief behang verminderde, ontwikkelde hij zich tot schilder van wintergezichten, landschappen bij maanlicht en vooral weidse zeegezichten met schepen, in de realistische stijl van zeventiende-eeuwse Hollandse zeeschilders als Ludolf Bakhuizen. Met name als marineschilder had hij in zijn tijd groot succes en behoorde hij met Martinus Schouman tot de bekendsten van Nederland. Op de eerste tentoonstelling van Nederlandse levende meesters, georganiseerd op instigatie van koning Lodewijk Napoleon, won hij een prijs van drieduizend gulden en werd een het winnende doek bovendien door de koning zelf verworven.
Een van de bekendste werken van Baur is zijn Schaatswedstrijd voor vrouwen op de Stadsgracht in Leeuwarden 21 januari, 1809 (1810), dat te zien is in het Rijksmuseum Amsterdam. Hierin doet hij een soort van verslag van een historische krachtmeting op het ijs tussen 64 ongetrouwde vrouwen op Friese doorlopers. De hoofdprijs was een gouden oorijzer. De winnares was Houkje Gerrits Bouma. De wedstrijd deed destijds veel stof opwaaien omdat het om voor vrouwen onzedig gedrag zou gaan.
Baur overleed in 1820 op 52-jarige leeftijd. Werk van zijn hand bevindt zich onder andere in de collecties van het Rijksmuseum, het Fries Museum in Leeuwarden en het Hannemahuis te Harlingen. In Harlingen is er ook een straat naar hem vernoemd.

## Hollandse werken

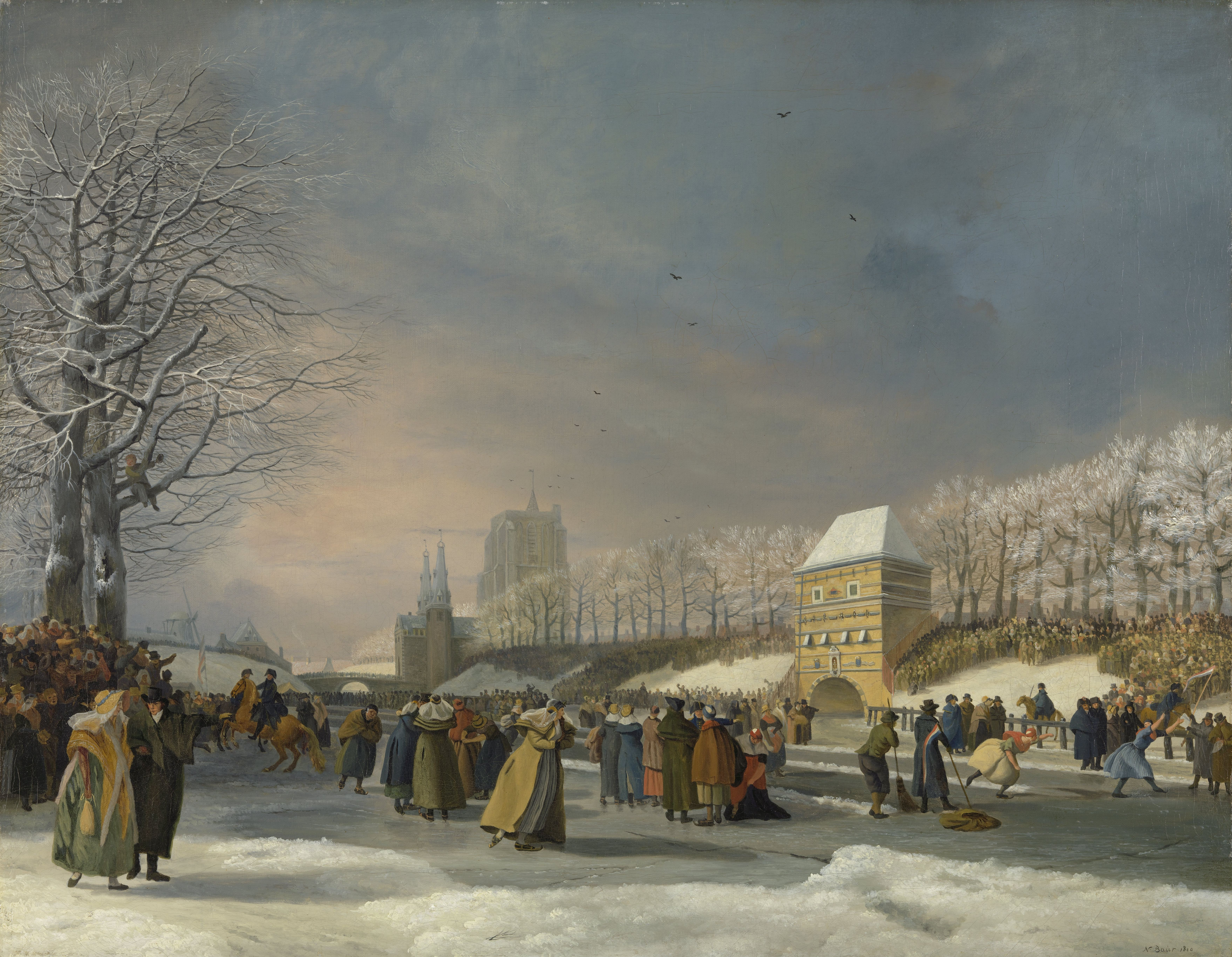
Schaatswedstrijd voor vrouwen op de Stadsgracht in Leeuwarden - 21 januari 1809, 1810, Rijksmuseum
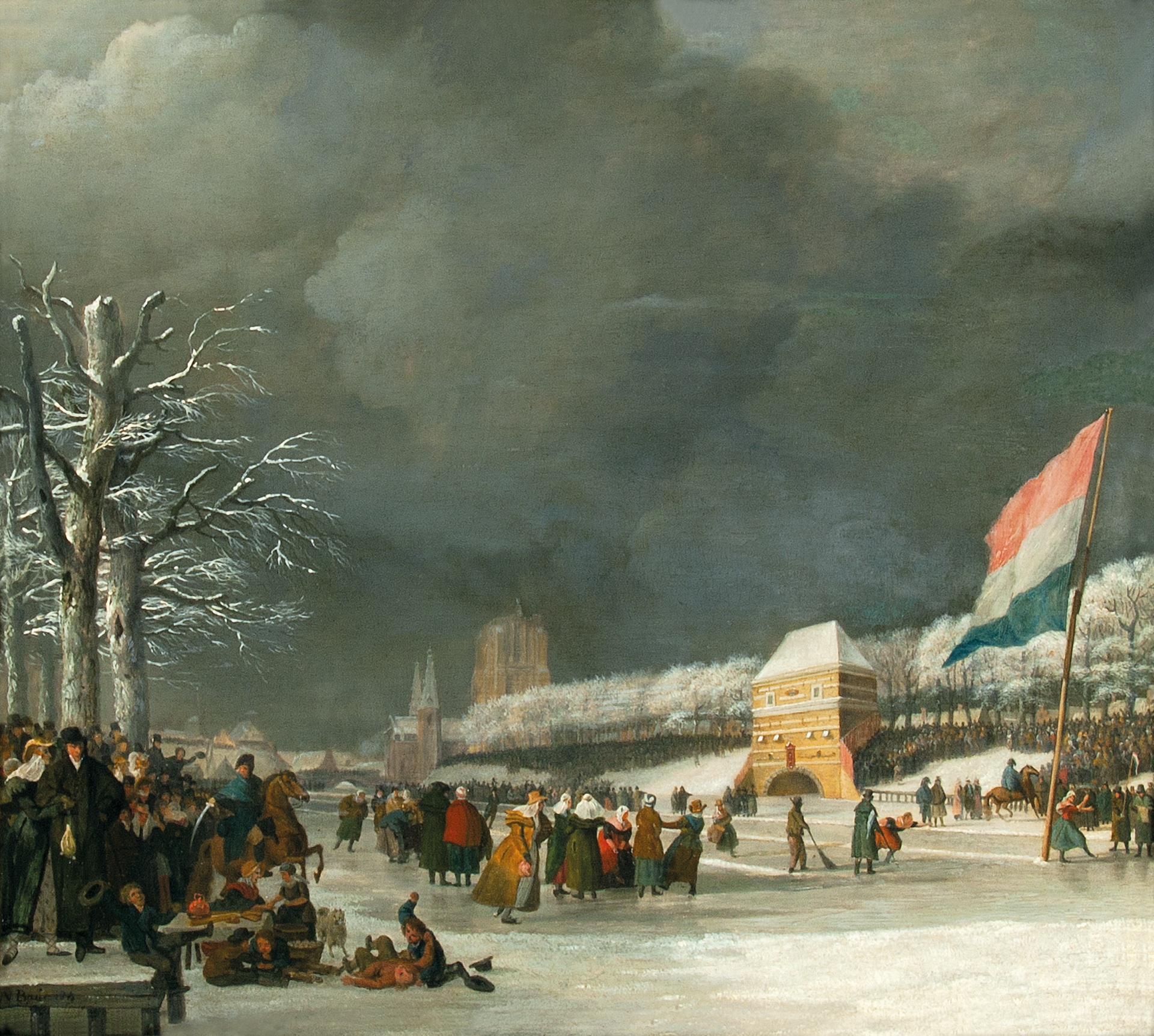
Schaatswedstrijd voor vrouwen op de Westersingel in Leeuwarden, 21 januari 1809, 1809, Fries Museum Leeuwarden (eerdere versie)
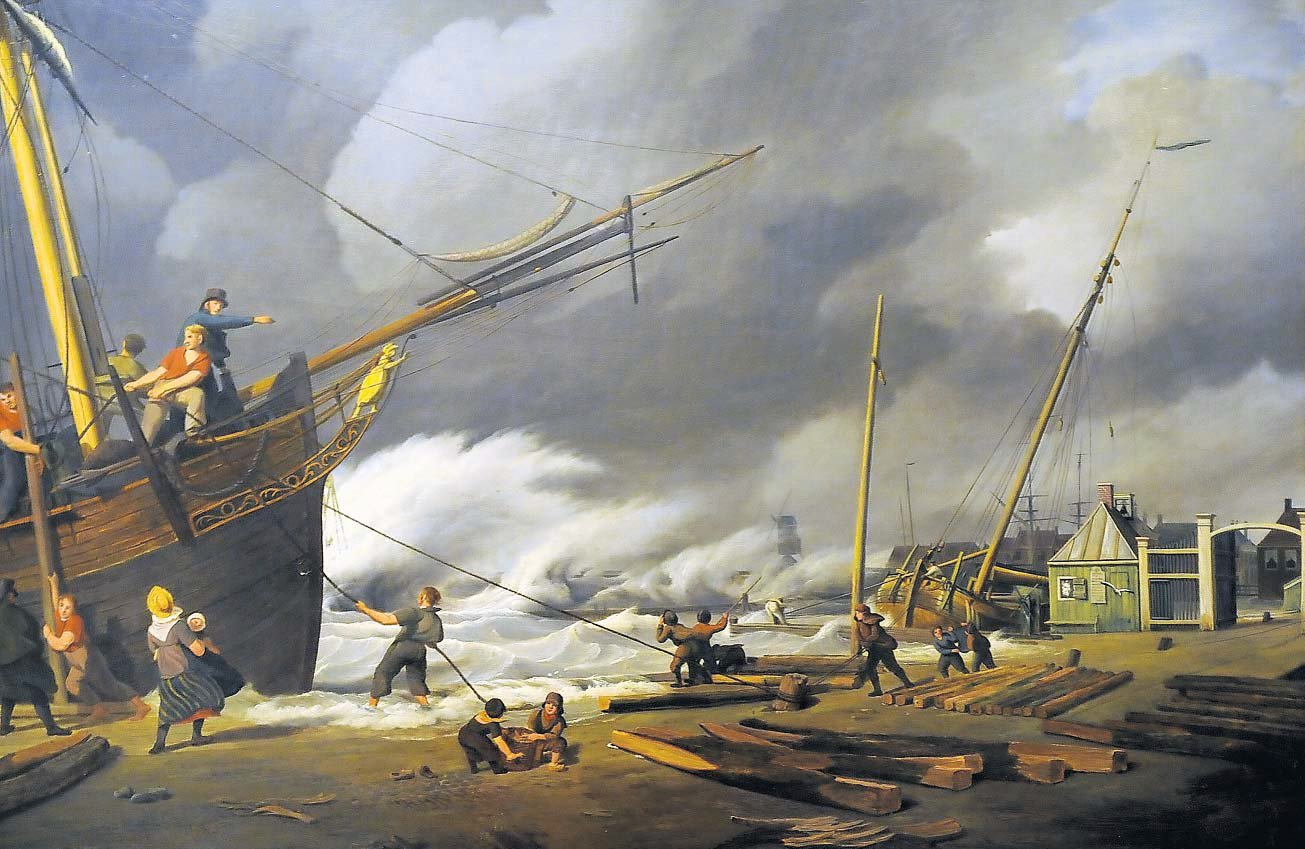
Schepen bij stormweer in de Buitenhaven in Harlingen, omstreeks 1811, Hannemahuis
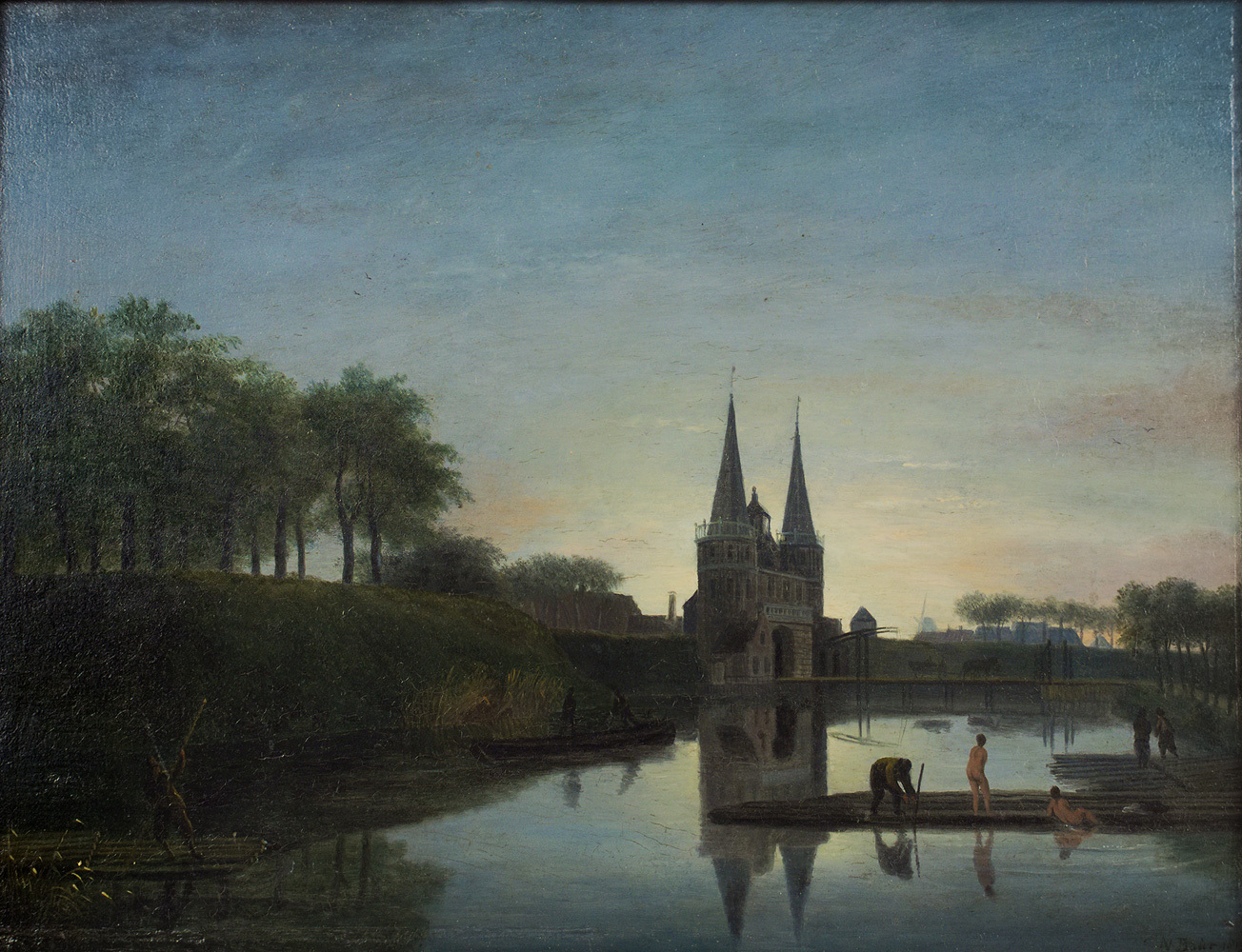
De Franeker poort te Harlingen, 1813, Hannemahuis
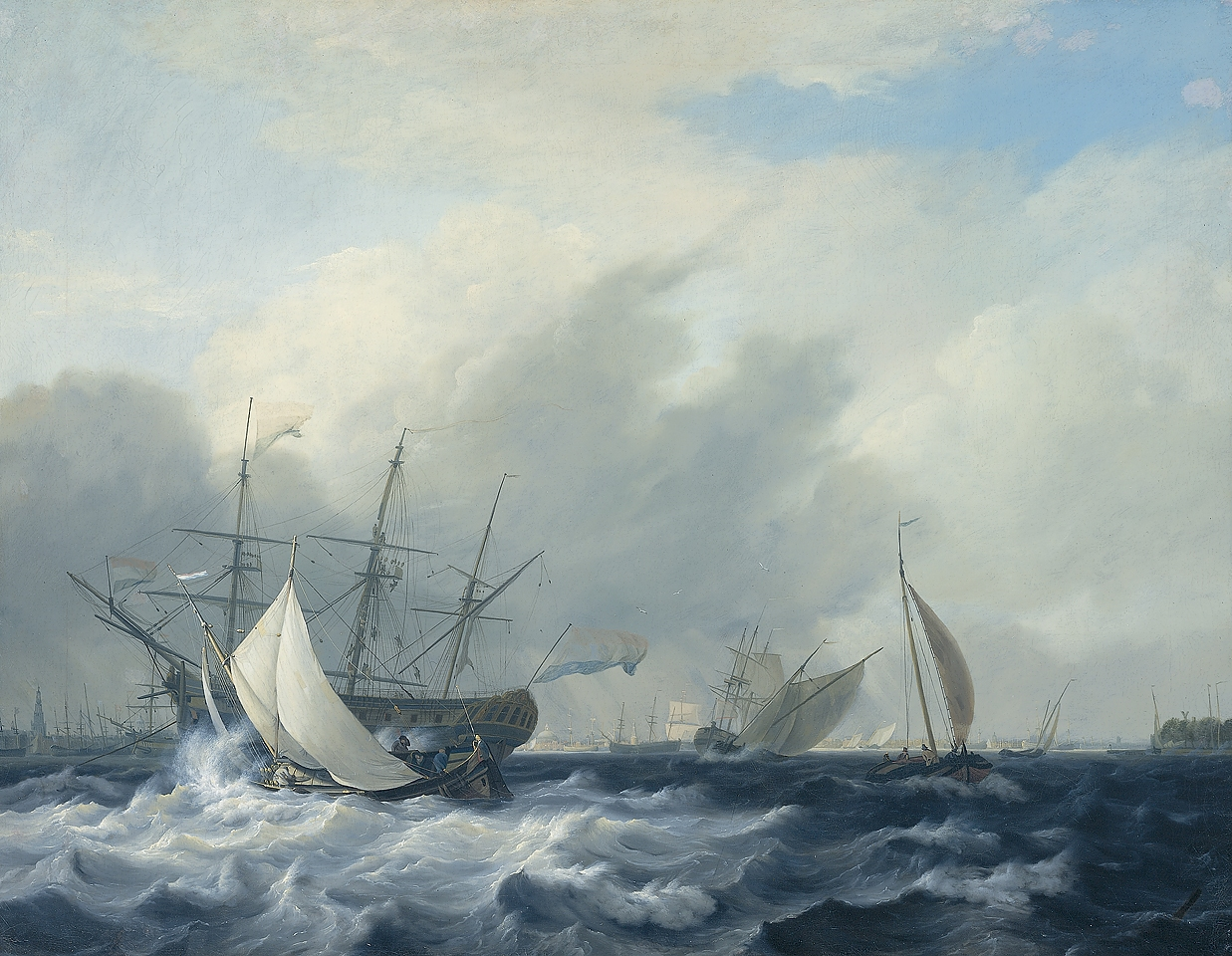
Oorlogsschip 'Amsterdam' op het IJ voor Amsterdam, 1807, Rijksmuseum
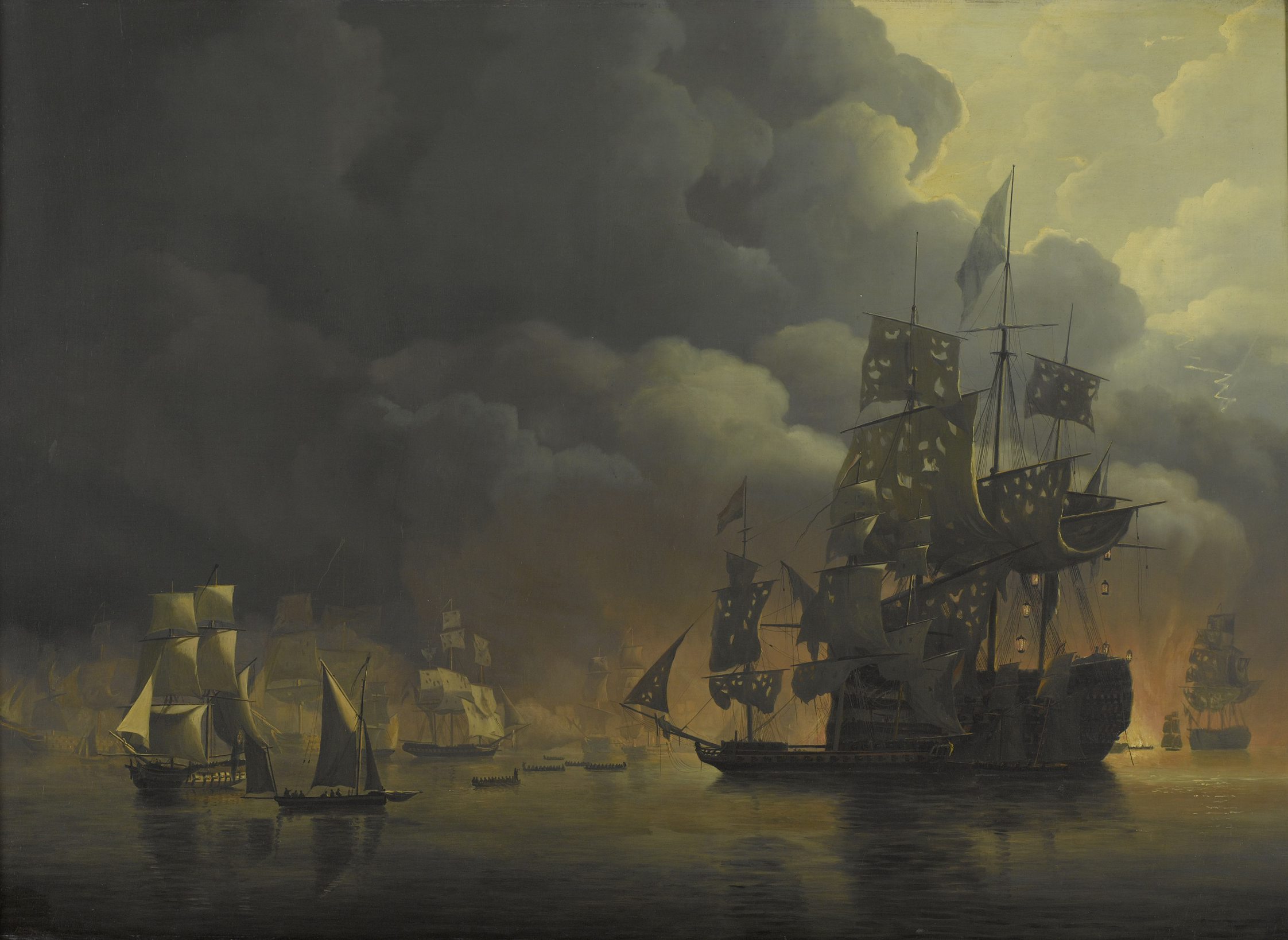
De Engels-Nederlandse vloot onder Lord Exmouth en vice-admiraal Jonkheer Theodorus Frederik van Capellen stelt de Algerijnse fortificaties buiten gevecht, 27 augustus 1816, 1818, Rijksmuseum